# 王寿君
王寿君（1955年7月—），男，山东招远人，中华人民共和国政治人物，曾任国有重点大型企业监事会主席，现任中国核工业集团公司董事长、党组书记。